# Albert Hourani
Albert Habib Hourani (* 31. März 1915 in Manchester; † 17. Januar 1993 in Oxford) war ein britischer Orientalist, ein Experte vor allem für die Geschichte des Nahen Ostens.

## Leben
Hourani wurde als Sohn von Einwanderern aus dem Süd-Libanon in Manchester, England geboren. Seine Familie war vom griechisch-orthodoxen Glauben zum schottischen Presbyterianertum konvertiert und sein Vater war ein Diakon an der örtlichen Kirche in Manchester. Hourani selbst trat zum katholischen Glauben über, als er erwachsen war.
Hourani besuchte Schulen in Manchester und London, bevor er sich am Magdalen College einschrieb, wo er Philosophie, Politikwissenschaften und Wirtschaftswissenschaften studierte. Er machte seinen Abschluss als Studiengangbester des Jahrgangs 1939. Während des Zweiten Weltkrieges arbeitete er am Royal Institute of International Affairs, im Büro des Britischen Außenministeriums in Kairo und als Regierungs-Attaché beim dortigen britischen Armeehauptquartier. Nach Kriegsende war er an Vorbereitungen für das Anglo-American Committee of Inquiry beteiligt.
Seine akademische Karriere, die ihn für den Rest seines beruflichen Lebens beschäftigte, führte ihn ab 1948 an das Magdalen College bzw. das St Antony’s College (wo er die Nahostabteilung gegründet und geleitet hat) und an die Amerikanische Universität Beirut. Er lehrte außerdem als Gastprofessor, unter anderem in Harvard und Chicago.
Hourani heiratete 1955 Odile Wegg-Prosser (* 1914), als er am Magdalen College lehrte. Er starb im Alter von 77 Jahren in Oxford, seine Frau Odile Hourani im Jahre 2003.
Seine populärsten Arbeiten sind A History of the Arab Peoples (1991, deutsch als Die Geschichte der arabischen Völker in mehreren Auflagen erschienen), eine einfach lesbare Einführung in die Geschichte der arabischen Welt und des Nahen Ostens. Arabic Thought in the Liberal Age 1789–1939 (1962) ist einer der ersten wissenschaftlichen Versuche einer umfassenden Analyse der nahda, der arabischen Wiedergeburt im neunzehnten Jahrhundert und der Öffnung der arabischen Welt für die moderne europäische Kultur und immer noch eine der wichtigsten Arbeiten auf diesem Gebiet. Syria and Lebanon (1946) und Minorities in the Arab World (1947) sind andere wichtige Bücher Houranis. Er schrieb auch ausführliche Werke über die orientalistischen Ansichten der nahöstlichen Kulturen während des 18. und 19. Jahrhunderts.

## Publikationen
- Albert Hourani: Die Geschichte der arabischen Völker. (Übersetzung aus dem Englischen durch Manfred Ohl und Hans Sartorius unter dem Titel A History of the Arab People. Warner Books 1992, ISBN 0-446-39392-4). Fischer Tb, 2002, ISBN 3-596-15085-X
- Albert Hourani: Der Islam im europäischen Denken. (Übersetzung aus dem Englischen von Gennaro Ghirardelli unter dem Titel Islam in European Thought. Cambridge University Press 1992, ISBN 0-521-42120-9). Fischer Tb, 1994, ISBN 3-10-031831-5
- Albert Hourani: Arabic Thought in the Liberal Age, 1798–1939. Cambridge University Press 1983, ISBN 0-521-27423-0 (engl.)
- Albert Hourani, Philip S. Khoury, Mary C. Wilson: The Modern Middle East: A Reader. I. B. Tauris & Co., London 2004, ISBN 1-86064-963-7 (engl.)